# Ofer
Ofer (hebr. עופר) – moszaw położony w Samorządzie Regionu Chof ha-Karmel, w dystrykcie Hajfa, w Izraelu.

## Położenie
Leży na południowym krańcu masywu Góry Karmel, w otoczeniu miasteczka Furajdis, moszawów En Ajjala, Cerufa, Kerem Maharal, Bat Szelomo, oraz wioski młodzieżowej Me’ir Szefeja.

## Historia
Pierwotnie w okolicy tej znajdowała się arabska wioska Ajn Ghazal. Podczas I wojny izraelsko-arabskiej w trakcie Operację Szoter w dniu 26 lipca 1948 roku wioska została zdobyta, zniszczona i wysiedlona przez izraelskie oddziały.
Współczesny moszaw został założony w 1950 roku przez żydowskich imigrantów z Indii i Iranu. Nazwa nawiązuje do dawnej arabskiej wioski Ajn Ghazal (pol. Wiosenny Jelonek).

## Kultura i sport
W moszawie jest ośrodek kultury i boisko do piłki nożnej.

## Gospodarka
Gospodarka moszawu opiera się na intensywnym rolnictwie, uprawach warzyw i kwiatów, hodowli drobiu, bydła i owiec, oraz turystyce.

## Komunikacja
Z moszawu wychodzi lokalna droga, którą jadąc w kierunku północno-zachodnim dojeżdża się do drogi nr 7021. Jadąc nią na zachód dojeżdża się do drogi ekspresowej nr 4, lub na wschód do moszawu Kerem Maharal.